# فرد سميث (لاعب دوري الرغبي)
فرد سميث (بالإنجليزية: Fred Smith)‏ هو لاعب دوري الرغبي بريطاني، ولد في 1935 في Gorton ‏ في المملكة المتحدة، وتوفي في 24 أبريل 2004.